# Xerospermum laevigatum
Xerospermum laevigatum är en kinesträdsväxtart. Xerospermum laevigatum ingår i släktet Xerospermum och familjen kinesträdsväxter.

## Underarter
Arten delas in i följande underarter:
- X. l. acuminatum
- X. l. laevigatum